# 麗蝟目
麗蝟目（學名Leptictida）是一目已滅絕的真獸下綱。先前根據支序分類學分析，牠們與靈長總目有關。然而最近的支序分類學分析研究表示牠們是最先從真獸下綱基底分裂出來的分支。

## 特徵
麗蝟目是於白堊紀晚期至古新世間參與了演化輻射的一類胎盤哺乳類的明顯例子，這些哺乳類最初屬於食蟲目。麗蝟目於漸新世滅絕。牠們的頭顱骨及齒式很難確立與其他類別的關係。
從德國麥塞爾化石坑發現屬於始新世中期的長鼻跳鼠標本得知，麗蝟目是細少的動物，長60-90厘米。有幼長的吻，可能是用來挖開植被尋找昆蟲及蠕蟲。齒式包括2-3顆門齒、1顆犬齒、4顆呈V形的前臼齒及3顆臼齒。
牠們的前肢較短，而後肢較長。這種特徵一直維持到現今的袋鼠及跳鼠，可見牠們是跳躍運動的。跗骨結構顯示牠們專於陸上奔跑。牠們可能能夠進行兩種模式的運動：慢跑的尋找食物及快速跳躍逃避危害。另外，麥塞爾化石坑的標本都有長尾巴，長尾巴由40節脊骨組成，是胎盤動物中特有的，有可能是用來平衡身體。

## 分類
- 麗蝟目 Leptictida
  - †科 Gypsonictopidae
  - †丽猬科 Leptictidae
    - †麗蝟屬

  - †科 Pseudorhyncocyonidae
    - †長鼻跳鼠屬

## 外部連結
- Insectivore-like mammals: Tiny teeth and their enigmatic owners（页面存档备份，存于）